# Hamadryas fasciata
Hamadryas fasciata is een vlinder uit de onderfamilie Biblidinae van de familie Nymphalidae. De wetenschappelijke naam van de soort is voor het eerst geldig gepubliceerd in 1894 door Lionel Walter Rothschild.